# Zorkul
Zorkul (eller Sir-i-kol) är en insjö i Pamir längs gränsen mellan Afghanistan och Tadzjikistan. Sjön sträcker sig från öster till väster ungefär 25 km. Gränsen mellan länderna går genom sjön från väster till öster, men svänger sedan tvärt söderut mot Concord Peak (5 469 m). Sjöns norra halva ligger i Tadzjikistan. Ut från sjön, mot väster rinner Pamirfloden och följer landgränsen. Floden är ett tillflöde till Amu Darya. Dalgången Great Pamir brer ut sig söder om sjön.
Sjön tillhörde en gång emiren av Wakhans territorium, men sjön och floden kom sedermera att utgöra gräns mellan Ryssland och Afghanistan genom överenskommelse mellan ryssarna och britterna 1895.  Vid sjöns östsida finns den lilla byn Qarabolaq.
Även om det finns en möjlig referens till sjön av Marco Polo, är den första helt säkra europén som besökte sjön den brittiska sjöofficeren John Wood 1838. Sir-i-kol kom av britterna att kallas Lake Victoria of Pamirs, även om Wood inte ville kalla den så.

## Världsarvsstatus
Den 4 april 2006 sattes Zorkuls naturreservat, dvs sjön och området omkring, upp på Tadzjikistans tentativa världsarvslista.